# Xavier Luissint
Xavier Luissint est un footballeur français, né le 13 janvier 1984 à Paris. Il évolue au Vigor Hamme comme défenseur droit.

## Biographie
Xavier Luissint est formé à l'AS Saint-Étienne. En 2004, il quitte son club formateur sans avoir joué un seul match professionnel. Il dispute alors une saison à l'AS Valence, en National, puis trois saisons au RC Épernay, en CFA.
En 2008, il est recruté par le club belge du KV Ostende, équipe évoluant en deuxième division. Il est sacré champion de D2 en 2013 et découvre ainsi pour la première fois la première division lors de la saison 2013-2014.

## Palmarès
- Champion de Belgique de D2 en 2013 avec le KV Ostende